# Atlas Coeli Skalnaté Pleso 1950.0
Atlas Coeli Skalnaté Pleso 1950.0 je soubor 16 hvězdných map, na kterých je v měřítku 1° = 0,75 cm zobrazená celá hvězdná obloha v souřadnicové síti.
Obsahuje všechny hvězdy do hvězdné velikosti 7,75, tedy celkem 35 000 hvězd a jiných objektů. Specifické jsou v něm vizuální a spektroskopické dvojhvězdy, vícenásobné soustavy, novy, supernovy a nejjasnější radiové zdroje, kulovité hvězdokupy, galaktické a extra-galaktické mlhoviny do 13. hvězdné velikosti, obrysy difuzních a tmavých mlhovin, obrysy Mléčné dráhy, ekliptika, galaktický rovník a hranice souhvězdí.
Jeho autorem je Antonín Bečvář, který sestavil i tři další atlasy na určení speciálních cílů (např. k hledání komet), a to Atlas Eclipticalis, Atlas Borealis a Atlas Australis.
Atlas vznikl v letech 1947-1948 na observatoři Skalnaté pleso na základě 12 hvězdných katalogů (zejména Bossova a HD) a asi 10 fotografických atlasů. Poprvé jej vydala Československá astronomická společnost v roce 1948. Atlas byl zakrátko doplněn katalogem Atlas Coeli II, obsahující údaje o 12 000 vybraných objektech (obyčejné hvězdy do 6,25m, ostatní objekty kompletně jakož i na mapách). V roce 1956 vyšla v Nakladatelství ČSAV zdokonalená verze atlasu v šestibarevném tisku. Právo zahraničních vydání odkoupila Sky Publishing Corporation v Harvardu a vydala atlas v několika verzích. 